# Ninni Maina
Cesare Maina noto come Ninni Maina e Cesar May (Foggia, 25 febbraio 1932 – Foggia, 17 marzo 2008) è stato un cantante italiano di jazz.

## Biografia
Dopo aver studiato canto al conservatorio Umberto Giordano di Foggia si trasferì a Torino, per perfezionarsi con il grande basso torinese Tancredi Pasero.
Nel 1952 vinse un concorso della Rai come cantante e da questa vittoria iniziò la sua carriera sia in radio sia come cantante jazz, inizialmente usando lo pseudonimo Cesare May e formando il complesso Danyl's Boy (in alcune incisioni riportato come i Danil o i Danil's), formato da Danilo Pomini al sax tenore, al violino e ai cori, Egidio Galvani alla tromba e ai cori, Uliano Sesoldi alla tromba, al flauto, alle percussioni e ai cori, Tullio Beber al pianoforte, alla fisarmonica e agli arrangiamenti, Elvio Lazzeri alla batteria (poi sostituito da Gianni Tortorelli), Stelvio Salvi al contrabbasso (poi sostituito da Sergio Petronio), Lino Croce alla chitarra e ai cori. 
Nella seconda metà degli anni cinquanta ottenne un contratto con la Hollywood, casa discografica di proprietà della Meazzi specializzata in jazz (per cui, nello stesso periodo, incise i primi dischi Jimmy Fontana); con quest'etichetta pubblicò 12 45 giri, alcuni EP ed un album.
Nel decennio successivo cantò con i gruppi di molti grandi nomi del jazz italiano, tra cui Franco Cerri, Gianni Basso, Franco D'Andrea, Sante Palumbo, esibendosi in molti spettacoli televisivi e radiofonici sia in Italia che all'estero.
Partecipò inoltre come cantante alla realizzazione di alcune colonne sonore come Le ragazze di San Frediano (del 1955, regia di Valerio Zurlini), La diga sul Pacifico (realizzata da Nino Rota nel 1958 per il film di René Clément) o Brucia ragazzo, brucia nel 1969 (regia di Fernando Di Leo) o
Pur esibendosi in giro per il mondo, continuò ad essere legato a Foggia, effettuando spesso delle session nel principale jazz club della sua città, la Taverna del Gufo, e formando, nel 1985, una sua orchestra chiamata appunto La Nuova Orchestra La Taverna del Gufo in onore del locale, con cui si esibirà fino a poco tempo prima della scomparsa proponendo evergreen di Duke Ellington, Irving Berlin, Cole Porter, Count Basie, Woody Herman e molti altri grandi del jazz.
Pur essendo lontano dal suo stile musicale, fu molto legato al cantautore folk pugliese Matteo Salvatore, esibendosi spesso con lui ed aiutandolo anche (nel periodo finale della sua vita, quando era già malato) nell'adempimento delle pratiche burocratiche per il riconoscimento dei suoi diritti previdenziali ed assistenziali.
Ha l'occasione di collaborare anche con nomi della musica leggera come Lucio Dalla e Pino Daniele: quest'ultimo affermerà che la voce di Ninni Maina era paragonabile a quella di Frank Sinatra e dello spettacolo in genere come Renzo Arbore ed Arnaldo Santoro.
Negli anni novanta si esibì anche come voce della Jazz Studio Orchestra di Paolo Lepore, e collaborò con Gegè Telesforo.
A causa di una malattia scomparve nel marzo 2008, assistito dalla moglie, la signora Rosa D'Agostino e dai figli Marco e Luca.
La ventinovesima edizione dello storico Foggia Jazz Festival lo ha ricordato dedicandogli il concerto di apertura, in cui si è esibita anche la Ninni Maina Big Band, così denominata in suo onore.

## La Nuova Orchestra La Taverna del Gufo - Formazione
- Ninni Maina: voce solista
- Gino Sannoner: sax contralto (dal 1985 al 2001)
- Salvatore Papa: sax contralto
- Nunzio Prencipe: sax tenore
- Alberto Mione: sax tenore
- Giacinto Barbone: sax baritono
- Potito Porrari: tromba, flicorno
- Mimmo Marasco: tromba, flicorno
- Matteo Mangiacotti: tromba, flicorno
- Riccardo Di Corato: tromba(dal 1985 al 1996)
- Dino Marasco: trombone
- Orlando Rignanese: trombone
- Vincenzo Albore: trombone
- Michele Mango: trombone (dal 1985 al 1992)
- Roberto Rubino: pianoforte
- Vincenzo Ciffo: basso
- Nicola Jocola: batteria (dal 1985 al 1987)
- Lorenzo Sannoner: batteria (dal 1987 in poi)

## Discografia parziale

### LP
- 1989: Classic with swing (Gaja Record); con: Ettore Righello (Piano), Sergio Fanni (Tromba), Marco  Ratti (Contrabbasso), Giancarlo Pillot (Batteria)

### CD
- 2002: Ninni Maina & La Nuova Orchestra La Taverna del Gufo  (Bravo Records - Alabianca Group)

### EP
- 1960: At the Moulin Rouge in Geneva (Hollywood, HE 3000; come Cesar May with the Danyl's Boys)

### 45 giri
- 1961: Piscatore 'e Pusilleco/E' bersagliere (Hollywood, H 1065; come I Danil e Cesare Maina)
- 1961: Vieni al sodo/Il pullover (Hollywood, H 1066; come I Danil con Cesar Maina)
- 1969: Poi ho conosciuto te/T'amo lo stesso (Brio Records, BRN NP 35009; come Cesare Maina)